# Полтавский (Брюховецкий район)
Полтавский — хутор в Брюховецком районе Краснодарского края.
Входит в состав Батуринского сельского поселения.
Название происходит от города Полтава, выходцами откуда была значительная часть первых поселенцев хутора.

## География

### Улицы
- пер. Дубовый,
- ул. 50 лет Победы,
- ул. Западная,
- ул. Набережная,
- ул. Солнечная,
- ул. Соловьиная.

## Население
| 2002 | 2010 |
| ---- | ---- |
| 363  | ↘285 |